# Continuo
La palabra continuo (sin tilde) proviene del latín continŭus.

## Filosofía
- En filosofía, suscita el problema de si la realidad es continua (una única realidad) o discontinua (multiplicidad de realidades). Problema que ya en la antigüedad suscitó varias aporías que dan lugar a variedad de formas de pensamiento a lo largo de la historia; formas diversas de monismos y pluralismos, y la posibilidad o imposibilidad del cambio o movimiento.

## Matemáticas y física
- Una función, variable o sistema es continuo, en contraposición a discreto, si entre dos puntos cualesquiera existe una infinidad de puntos y si, además, tiene la propiedad de completitud; es decir, si la distancia entre los dos puntos tomados mide {\displaystyle d}, para cada número entre 0 y {\displaystyle d} podemos encontrar un punto cuya distancia del primero mida exactamente a ese número. Es el caso, por ejemplo, de los números reales, así como el espacio-tiempo, según la relatividad.

### Topología
- En topología, un continuo es un espacio topológico conexo y compacto. Los continuos nacieron como un intento de caracterizar las funciones continuas como aquellas que transformaban continuos en continuos. La idea no cuajó, pero el término siguió usándose, pues en numerosas áreas de la matemática se utilizan conjuntos compactos y conexos. Algunos autores exigen, además, que se cumpla la propiedad de Hausdorff.

Desde el punto de vista topológico, en física se habla de continuo para referirse a un subconjunto conexo del espacio euclídeo.

## Música
- Continuo es sinónimo de bajo continuo, un relleno armónico de la línea del bajo ejecutado por dos instrumentos, muy común en obras del período barroco.

## Historia
- Los continuos o caballeros continuos eran unos cargos palatinos genuinos de las casas reales ibéricas durante la Baja Edad Media, que en ocasiones llegaron a resistir hasta el siglo XVII, como cargo honorífico.